# Сагова пальма
Са́гова па́льма — рід рослин родини пальмові.
Росте в низовинах тропічних лісів і вздовж берегів прісноводних боліт Південно-Східної Азії та Нової Гвінеї. Добре переносить різноманітні ґрунти і може досягати 30 метрів у висоту. Ця пальма є основним джерелом саго. На додаток до її використання як джерела їжі, листя із сагової пальми використовується як будівельний матеріал для дахів, а з волокна виготовляють мотузки й килимки.
Сагові пальми ростуть дуже швидко, до 1,5 м за рік. Кожна сагова пальма, на відміну від типової кокосової пальми, випускає квітку на вершині пальми лише одного разу — перед засиханням. Сагові пальми рубають у віці 7-15 років, незадовго до цвітіння, коли стебла повні крохмалю. Одна пальма може дати 150—300 кг крохмалю. Кілька інших видів роду Metroxylon, зокрема, Metroxylon salomonense і Metroxylon amicarum, також використовуються як джерела саго в Меланезії і Мікронезії.